# Zgnilizna rozrzucona
Zgnilizna rozrzucona, zgnilizna rozproszona – wada drewna, forma występowania zgnilizn na przekroju poprzecznym pnia drzew. Występuje w postaci rozrzuconych plam, widocznych zarówno w wewnętrznych jak i zewnętrznych warstwach drewna.
W źle składowanym drewnie plamy te łączą się, zajmując cały przekrój czoła. Zgniliznę rozrzuconą spotyka się przeważnie w drewnie gatunków beztwardzielowych, obniża ona wyraźnie jego wytrzymałość. Z technologicznego punktu widzenia jest najgorszą formą występowania zgnilizn.
Wymiary plam nieregularnie rozrzuconych określa się szacunkowo w procentach lub ułamkowo do powierzchni czoła.